# 团结街道 (洮南市)
团结街道，是中华人民共和国吉林省白城市洮南市下辖的一个乡镇级行政单位。

## 行政区划
团结街道下辖以下地区：
安静社区、安抚社区、安泰社区和安逸社区。